# Прилепский, Валентин Васильевич
Валентин Васильевич Прилепский (16 октября 1946, Евпатория, Крымская область — 27 января 2019) — советский футболист, выступавший на позиции полузащитника.

## Биография
Родился в Евпатории, затем непродолжительный период времени проживал с родителями в Симферополе, рос с бабушкой в Армянске, где окончил школу. Футболом увлекся с юных лет, играл со сверстниками. Во время учебы в старшей школе тренировался со старшеклассниками.
По окончании учения выступал за коллектив КФК «Торпедо» (Приморский). На завершающем матче чемпионата Крыма 1965 года присутствовал Анатолий Заяев, который по завершении матча пригласил 19-летнего Прилепского в «Таврию», которая в том сезоне выступала в 3-й зоне класса «Б». Дебютировал в победном (2:0) последнем матче финального этапа класса «Б» против тернопольского «Авангарда». В этом поединке Прилепский отметился голом после результативной передачи Георгия Михохоса. Симферопольцы завоевали путевку в класс «А», однако места в составе для молодого нападающего не нашлось. Новый главный тренер Евгений Шпинёв решил сделать ставку на опытных футболистов. Прилепский был отправлен в керченский «Авангард», который накануне этого завоевал путевку в класс «Б». В новой команде он стал одним из основных игроков. В первенстве сыграл 38 матчей, в которых забил пять голов, ещё один поединок провел в кубке СССР. В 1967 году Прилепского решили вернуть в «Таврию», в тот сезон на поле он выходил нечасто и преимущественно из ряда запасных. В сезонах 1968 и 1969 годов на поле выходил чаще, однако высокой результативностью не отличился (по 5 голов в каждом из сезоне). В 1970 году тренер Валентин Бубукин начал доверять Прилепскому место в стартовом составе, как результат — 20 голов за сезон в чемпионате СССР и три гола в национальном кубке. В следующем сезоне Прилепский снова забил 20 голов, в 1972 году — 15.
В 1973 году был призван на военную службу, которую проходил в тираспольской «Звезде» (в то время команда СКА изменила свое название и переехала из Одессы в Тирасполь). В следующем году вернулся в Симферополь. Дебютным голом в новом сезоне отличился 2 мая 1974 года на 63-й минуте победного (4:1) домашнего поединка 5-го тура первой лиги против пермской «Звезды». Прилепский вышел на поле в стартовом составе, заменив Николая Климова. В сезоне 1974 года забил 15 голов, после чего постепенно начал терять свое место, не отличался высокой результативностью. В 1975 году забил три гола в 33-х матчах первенства. 4 апреля 1978 года, накануне старта нового сезона, получил на тренировочном собрании тяжелую травму колена, из-за которой пропустил полгода. Выздоровел после травмы, однако прежней формы набрать не удалось. В 1976 году в 11 матчах чемпионата забил четыре гола (еще 2 матча и 2 гола провел в Кубке страны).
Сезон 1979 начал в составе «Таврии», провел три матча в первой лиге и один матч (один гол) в Кубке СССР. Вторую половину сезона начал в «Колосе», где провел около двух лет, за это время во второй лиге СССР сыграл 51 матч (15 голов), ещё 3 матча (1 гол) провел в Кубке СССР. По ходу сезона 1979 вернулся в «Таврию». За «Таврию» в общей сложности сыграл 307 матчей в первенстве СССР (89 голов), ещё 16 матчей (6 голов) провел в Кубке СССР. Из-за последствий травмы завершил профессиональную карьеру.
Сезон 1980 года начал в составе коллектива КФК Титан (Армянск), в футболке которого провел 10 матчей (5 голов). По ходу сезона 1980 перешел в симферопольский «Метеор», в составе которого до 1987 был играющим главным тренером. Потом работал в симферопольской ДЮСШ, с 1990 по 1991 помогал тренировать «Сиваш» (Ишунь). Работал в Федерации футбола АР Крым.
Умер 27 января 2019 года.